# Čížkovice 1.díl
Čížkovice 1.díl jsou díl vesnice Čížkovice, část obce Maršovice v okrese Jablonec nad Nisou. Nachází se v katastrálním území Maršovice u Jablonce nad Nisou. asi jeden kilometr jihovýchodně od Maršovic. Prochází zde silnice II/287.

## Historie
První písemná zmínka o vesnici pochází z roku 1571.
Vesnice Čížkovice (dříve Číškovice) byla rozdělena na díly nejméně od roku 1900. Jako 2. díl Čížkovic je v Základní mapě ČR dosud označena oblast jihovýchodně od 1. dílu, na území části Jistebsko obce Pěnčín. Do 7. března 1991 evidenční část obce Pěnčín, nyní však již není katastrálně, evidenčně ani statisticky vymezen.